# District Number Four
District Number Four är ett distrikt i Liberia.   Det ligger i regionen Grand Bassa County, i den centrala delen av landet, 120 km öster om huvudstaden Monrovia.